# Rakaia tumidarta
Rakaia tumidarta är en spindeldjursart som beskrevs av Forster 1948. Rakaia tumidarta ingår i släktet Rakaia och familjen Pettalidae. Inga underarter finns listade i Catalogue of Life.